# Das Mädchen auf den Klippen
Das Mädchen auf den Klippen ist ein Roman von John MacKay. In dem Buch geht es um eine heranwachsende Frau, die vergewaltigt wird und ihr daraus entstandenes Kind die Klippen hinunterwirft. Dieser Roman erschien erstmals deutschsprachig im Dezember 2004 in München beim Goldmann Verlag. Das Jugendbuch gehört zu der Gattung Belletristik. John MacKays Inspirationen, das Buch zu schreiben, waren Geschichten von Leuten aus seiner Kindheit. „Das Mädchen auf den Klippen“ war John MacKays Debüt-Buch. Es wurde von Anke Knefel in die deutsche Sprache übersetzt.

## Handlung
Die 18-jährige Kirsty MacLeod verfolgt insgeheim den Traum, ihre Heimat, die Hebriden zu verlassen, um ein neues und besseres Leben in Amerika zu beginnen. Durch ihren Geliebten Murdo schöpft sie Hoffnung, ihren Traum zu verwirklichen. Als jedoch der Erste Weltkrieg ausbricht, wird Murdo mit acht weiteren Männern in die Armee eingezogen, um ihr Heimatland zu verteidigen. Um den Männern einen ehrwürdigen Abschied zu bieten, wird ein Straßenfest organisiert. 
Als Kirsty während des Festes auf den Klippen spaziert, wird sie von hinten angegriffen und auf brutale Weise vergewaltigt. Von der darauffolgenden Schwangerschaft erzählt sie niemandem, um ihren guten Ruf auf der Insel zu bewahren. Kirsty zieht sich so zurück, dass selbst ihre Familie nichts von ihrer Schwangerschaft bemerkt. 
Als die Nachricht mit der Botschaft kommt, Murdo sei im Krieg gefallen, verliert Kirsty nicht nur ihren Geliebten, sondern auch ihren lang ersehnten Traum auf ein besseres Leben in Amerika. Kirsty versinkt so in ihrer Trauer, dass sie vergisst, den runden Bauch zu verstecken und die Mutter von ihrer heimlichen Schwangerschaft erfährt. Daraufhin gebärt sie einen Jungen. Damit das Kind sich nicht an die Mutter gewöhnt, wird es ihr entrissen, doch noch am frühen Morgen schleicht Kirsty sich mit ihrem Sohn aus dem Haus und wirft ihn die Klippen hinunter. Der Sturm, der an diesem Morgen tobt, spült die Leiche an Land, die der Fischer Skipper entdeckt. Er meldet den Vorfall der Polizei. 
Nach der Untersuchung der Leiche wird festgestellt, das Kind sei keine Fehlgeburt gewesen, sondern ermordet worden. Die Polizei erhält vom Arzt die Information, dass Kirsty vor einiger Zeit vergewaltigt worden sei. Eine Untersuchung Kirstys soll die vermeintliche Schwangerschaft beweisen, doch da der Arzt Mitleid mit ihr hat, verschweigt er die Schwangerschaft vor den Polizisten. Diese trauen dem Arzt nicht und lassen einen Arzt aus der Stadt holen, der die Ergebnisse des anderen bestätigt – allerdings nur, weil er nicht Kirsty, sondern ihre Zwillingsschwester Annie untersucht hat. So bleibt der Fall ungeklärt.
An dem Geruch und der Stimme erkennt sie ihren Vergewaltiger, der sich als der Arzt herausstellt. Aus Schuldgefühlen bringt er sich um und dennoch kann Kirsty ihm seine Tat ihr Leben lang nicht verzeihen.

## Hauptfigur
Kirsty MacLoed ist eine 18-jährige Frau, hübsch und verträumt. Sie lebt mit ihrer Familie auf einer Insel der Hebriden. Dort möchte sie allerdings nicht ihr Leben lang verweilen. Sie träumt von einem besseren Leben in Amerika. Mit ihrem Geliebten, Murdo, ist es ihr möglich, ihre Träume zu verwirklichen. Der Tod Murdos sowie die Vergewaltigung mit der darauffolgenden Schwangerschaft lassen ihre Träume zerplatzen und verändern ihr Leben auf drastische Weise.

## Nebenfiguren
Murdo Morrison:
Murdo Morrison wurde wegen seiner großen Leidenschaft für Bücher auch Murdo Book genannt, ist ein gutaussehender junger Mann mit Kirsty als Geliebter an seiner Seite. Zusammen mit ihr möchte er nach Amerika ziehen. Er ist ein Einzelgänger und trifft sich eher mit alten, statt mit gleichaltrigen Männern, um sich durch sie mehr Wissen aneignen zu können. Als er in den Krieg gewiesen wird, stirbt er.
Iain Ban:
Iain Ban ist der Freund von Kirsty, doch er will mehr als nur ein Freund für sie sein. Er wünscht sich ein Leben mit ihr und vielen Kindern in seinem Haus auf der Insel, doch bekommt er von Kirsty keine Erwiderung. Freiwillig zieht er dann in die Armee, wo er stirbt.
Annie:
Annie MacLeod ist die Zwillingsschwester von Kirsty. Sie wünscht sich ein Leben auf der Insel mit vielen Kindern. Sie ist sehr hilfsbereit und aufopfernd. Um ihre Schwester zu schützen, gibt sie sich bei der ärztlichen Untersuchung als Kirsty aus. Dies wirkt sich sehr auf ihr weiteres Leben aus. Als eine Grippeepidemie ausbricht, stirbt sie und kann ihren Wunsch nicht erfüllen. 
Mary Horseshoe:
Mary Horseshoe ist der sogenannte Abschaum der Insel, da sie unehelich ein Kind geboren hat. Sie wird vom Volk verspottet. Man weiß jedoch nicht, ob sie das Kind wollte oder ob es ihr aufgezwungen wurde wie bei Kirsty.
Miss Peggy:
Miss Peggy sorgt mit Geschichten und Gerüchten für Unterhaltung auf der Insel. Doch nicht alles, was aus ihrem Munde kommt, ist auch wahr, und trotzdem wird ihr zumeist geglaubt. Ihre Worte können so die Angelegenheiten anderer Familien auf schlechte Weise beeinflussen.
Dr. MacLean:
Dr. MacLean ist ein alkoholkranker Arzt, der ein schlechtes Verhältnis zu seiner Frau hat. Beim Straßenfest vergewaltigt er die junge Kirsty. Als diese ihn Jahre später auf seine Tat anspricht, nimmt sich der Arzt daraufhin in seinem Haus das Leben.

## Rezeption
„Das Mädchen auf den Klippen“ von Lucinda Riley wurde von Kritikern und Lesern überwiegend positiv aufgenommen. Besonders gelobt werden die emotionale Tiefe der Geschichte, die atmosphärische Schilderung der irischen Landschaft sowie die kunstvolle Verflechtung mehrerer Zeitebenen. Die Darstellung der Familiengeheimnisse, die sich über Generationen erstrecken, und die Entwicklung der Hauptfiguren, insbesondere der Bildhauerin Grania Ryan und des Mädchens Aurora, finden großen Anklang.
Der Schreibstil wird als flüssig, fesselnd und sehr emotional beschrieben. Viele Leser betonen, dass sie das Buch kaum aus der Hand legen konnten und sich gut in die Figuren hineinversetzen konnten. Die wechselnden Erzählperspektiven und Zeitsprünge werden als gelungen empfunden und sorgen für Spannung.
Kritisch angemerkt wird gelegentlich, dass einige Wendungen konstruiert wirken und manche Szenen ins Klischeehafte oder Kitschige abgleiten. Auch die Sprache und das Verhalten der jungen Aurora erscheinen manchen Rezensenten zu erwachsen und wenig altersgerecht. Dennoch überwiegt der Eindruck einer bewegenden und vielschichtigen Familiengeschichte, die Lesende emotional berührt.
Die durchschnittlichen Bewertungen auf Literaturplattformen wie BücherTreff und LovelyBooks liegen bei etwa 4,2 bis 4,3 von 5 Sternen. Besonders hervorgehoben werden die dichte Atmosphäre, die gelungene Charakterzeichnung und die spannende Handlung.

## Ausgaben
- John MacKay: Das Mädchen auf den Klippen. Aus dem Englischen von Anke Knefel. Goldmann, München 2004, ISBN 3-442-45694-0.